# Serrières-de-Briord
Serrières-de-Briord és un municipi francès situat al departament de l'Ain i a la regió d'Alvèrnia-Roine-Alps. L'any 2019 tenia 1.295 habitants.

## Demografia
El 2007 la població de fet de Serrières-de-Briord era de 1.083 persones. Hi havia 422 famílies i 514 habitatges, 430 habitatges principal de la família, 52 segones residències i 32 desocupats.
La població ha evolucionat segons el següent gràfic:

## Economia
El 2007 la població en edat de treballar era de 627 persones, 474 eren actives i 153 eren inactives. Hi havia unes seixanta empreses, principalment de serveis de proximitat i de construcció.
L'any 2000 hi havia onze explotacions agrícoles que conreaven un total de 192 hectàrees. Té una escola elemental.